# Aerênquima

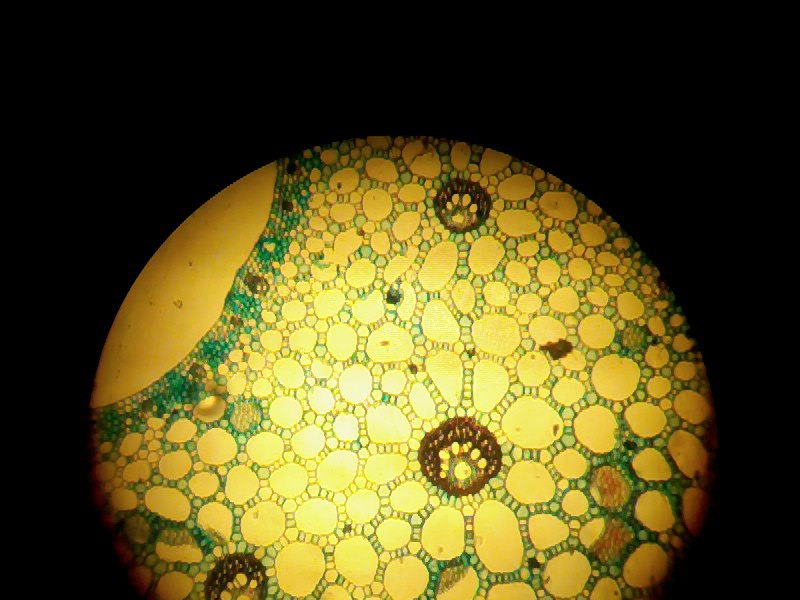
Aerênquima em plantas aquáticas observadas na microscopia óptica

Aerênquima é um tecido parenquimatoso, constituido por células infladas ou grandes espaços intercelulares, formando grandes cavidades no interior da planta preenchidas de ar. Esta constituição torna o corpo da planta mais leve, o que favorece sua sustentação ou flutuação dentro da água. Possibilita também a chegada de oxigênio e a retirada de gás carbônico das partes vegetais submersas. É comumente encontrada, portanto, em hidrófitas ou plantas anfíbias, que passam toda ou parte de sua vida dentro da água. Entre as culturas comerciais, o arroz (Oryza sativa L.) é a espécie mais conhecida que apresenta aerênquima.

## Formação da Aerênquima
A formação de aerênquimas é conhecida como uma das mais importantes adaptações anatômicas pelas quais as plantas passam quando são submetidas à deficiência de oxigênio. Esse tecido se desenvolve pela ação de enzimas de degradação ou afrouxamento da parede celular.